# Flashback (romanzo)
Flashback è un romanzo dello scrittore statunitense Dan Simmons, pubblicato nel 2011

## Trama
Ambientato in un prossimo futuro, cupo e distopico, in cui la recessione economica ha devastato gli Stati Uniti, e si è diffusa una nuova droga, tramite cui la gente può rifugiarsi nei ricordi felici. L'ex detective del dipartimento di polizia di Denver, Nick Bottom, dipendente dal flashback, viene assunto dal vecchio consigliere miliardario Hiroshi Nakamura per rintracciare gli assassini del suo unico figlio, Keigo, ucciso in circostanze misteriose sei anni prima, mentre si trovava negli Stati Uniti per girare un documentario sulla dipendenza degli americani da quella droga. Nick porterà avanti un'indagine che si farà, ora dopo ora, sempre più pericolosa. Parallelamente, dovrà anche tentare di salvare suo figlio, in viaggio attraverso un paese devastato.

## Edizioni
- Dan Simmons, Flashback, trad. it. G. Giorgi, Fanucci, 2012, pp. 586, ISBN 9788834719121